# Erhan Balcı
Erhan Balcı (ur. 15 stycznia 1966) – turecki zapaśnik w stylu klasycznym. Dwukrotny olimpijczyk. Dziewiąte miejsce w Barcelonie 1992, odpadł w eliminacjach turnieju w Seulu 1988. Walczył w kategorii 74 kg. Brązowy medalista mistrzostw Europy w 1992 roku.